# Ait Bouyahyi
De Ait Bouyahyi (Tamazight:  ⴰⵢⵜ ⴱⵓⵢⴰⵃⵢⵉ) is een Riffijnse stam met een grondgebied dat zich uitstrekt van Al Aâroui tot het noorden van Guercif. Deze oostelijke Riffijnen behoren tot de Zenata.

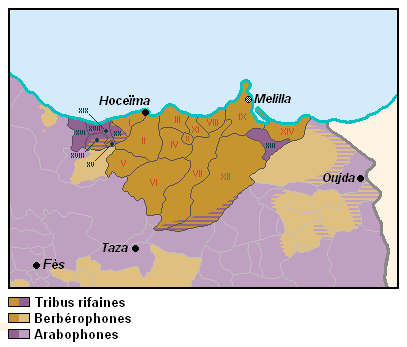
De Ait Bouyahyi worden aangegeven met XII.

## Geschiedenis
De Ait Bouyahyi stammen af van de Zenata. De Zenata zijn een van de grootste Berberse stamgroepen waarover Ibn Khaldun heeft gezegd dat de Midden-Maghreb (Maghreb al-Wasta) gerekend moet worden als hun gebied van oorsprong. Het oorspronkelijk leefgebied van de Zenata stammen betreft het oosten van Marokko tot aan Libië. Ibn Khaldun benoemt ook verder dat de Zenata Berbers al duizenden jaren in de Maghreb wonen en een van de oudste stammen zijn. Bekende Zenata dynastieën die geheerst hebben in Marokko en de Maghreb waren onder andere:
- De Maghraoua (980-1080 n.Chr)
- De Banu Khazrun (1001-1147 n.Chr)
- De Almohaden (1141-1269 n.Chr)
- De Meriniden (1269-1472 n.Chr)
- De Wattasiden (1472-1559 n.Chr)
- De Ziyaniden (1235-1554 n.Chr)

De Zenata stonden bekend als de beste ruiters (paardrijders) van hun tijd. Het Spaanse woord voor ruiter is "jinete". Volgens de Real Academia Española (Koninklijke Spaanse taalinstituut) stamt het woord "jinete" af van Zenata omdat zij beroemd waren om hun uitmuntendheid in het paardrijden. Daarnaast stonden de Zenata ook bekend om het fokken van paarden. Ook de middeleeuwse historicus Ibn Idhari benoemt dat de Zenata bekend stonden als ruiters. Tot de dag van vandaag zijn er nog Zenata stammen zoals de Ibdarsen uit het stamgebied Metalsa en de Ait Bouyahyi in het noorden van Marokko (Oost-Rifgebied), die bekend stonden om hun uitzonderlijke vaardigheden als ruiters en om hun paarden. Deze stammen stonden bekend in de Rif-oorlog tegen Spanje in de jaren '20 om hun ruiters die strijd voerden tegen de Spanjaarden om hun land te bevrijden van bezetting. David S. Woolman zegt in zijn boek "Rebels in the Rif" dat de Ibdarsen en Ait Bouyahyi stammen de enige waren met paarden. Deze affiniteit met paarden en paardrij-vaardigheden zijn geërfd van hun Zenata voorouders en is gepreserveerd gebleven door de duizenden jaren heen. Het meest aannemelijke is dat de Zenata Berbers een verlengstuk zijn van de oude Numidiërs die ook door de Romeinse historicus Titus Livius gekenmerkt werden als "veruit de beste ruiters in Africa".

## Grondgebied
De Ait Bouyahyi beschikken over het meeste land van alle Riffijnen. Enkele steden en dorpjes die in dit grondgebied vallen zijn: Al Aâroui, Saka, Tiztoutine en Hassi-Berkane.